# Box-office 2017 au Canada et aux États-Unis
Cet article traite du box-office de 2017 au Canada et aux États-Unis.

## Classement
| Rang | Titre                                          | Pays | Réalisateur                       | Budget en USD | Recettes      | Week-End |
| ---- | ---------------------------------------------- | ---- | --------------------------------- | ------------- | ------------- | -------- |
| 1.   | Star Wars, épisode VIII : Les Derniers Jedi    |      | Rian Johnson                      | 200 000 000   | 620 181 382 $ | 18 (fin) |
| 2.   | La Belle et la Bête                            |      | Bill Condon                       | 160 000 000   | 504 014 165 $ | 17 (fin) |
| 3.   | Wonder Woman                                   |      | Patty Jenkins                     | 149 000 000   | 412 563 408 $ | 23 (fin) |
| 4.   | Jumanji : Bienvenue dans la jungle             |      | Jake Kasdan                       | 90 000 000    | 404 515 480 $ | 23 (fin) |
| 5.   | Les Gardiens de la Galaxie Vol. 2              |      | James Gunn                        | 200 000 000   | 389 813 101 $ | 20 (fin) |
| 6.   | Spider-Man: Homecoming                         |      | Jon Watts                         | 175 000 000   | 334 201 140 $ | 21 (fin) |
| 7.   | Ça                                             |      | Andrés Muschietti                 | 35 000 000    | 327 481 748 $ | 14 (fin) |
| 8.   | Thor : Ragnarok                                |      | Taika Waititi                     | 180 000 000   | 315 058 289 $ | 19 (fin) |
| 9.   | Moi, moche et méchant 3                        |      | Pierre Coffin et Kyle Balda       | 80 000 000    | 264 624 300 $ | 25 (fin) |
| 10.  | Justice League                                 |      | Zack Snyder                       | 300 000 000   | 229 024 295 $ | 17 (fin) |
| 11.  | Logan                                          |      | James Mangold                     | 97 000 000    | 226 277 068 $ | 19 (fin) |
| 12.  | Fast and Furious 8                             |      | F. Gary Gray                      | 250 000 000   | 225 764 765 $ | 13 (fin) |
| 13.  | Coco                                           |      | Lee Unkrich                       | 175 000 000   | 209 726 015 $ | 22 (fin) |
| 14.  | Dunkerque                                      |      | Christopher Nolan                 | 100 000 000   | 188 045 546 $ | 18 (fin) |
| 15.  | Get Out                                        |      | Jordan Peele                      | 4 500 000     | 176 040 665 $ | 18 (fin) |
| 16.  | Lego Batman, le film                           |      | Chris McKay                       | 80 000 000    | 175 750 384 $ | 17 (fin) |
| 17.  | Baby Boss                                      |      | Tom McGrath                       | 125 000 000   | 175 003 033 $ | 30 (fin) |
| 18.  | The Greatest Showman                           |      | Michael Gracey                    | 84 000 000    | 174 340 174 $ | 31 (fin) |
| 19.  | Pirates des Caraïbes : La Vengeance de Salazar |      | Joachim Rønning et Espen Sandberg | 230 000 000   | 172 558 876 $ | 17 (fin) |
| 20.  | Kong: Skull Island                             |      | Jordan Vogt-Roberts               | 185 000 000   | 171 009 161 $ | 15 (fin) |
| 21.  | Cars 3                                         |      | Brian Fee                         | 175 000 000   | 152 901 115 $ | 20 (fin) |
| 22.  | La Planète des singes : Suprématie             |      | Matt Reeves                       | 150 000 000   | 146 880 162 $ | 20 (fin) |
| 23.  | Split                                          |      | M.Night Shyamalan                 | 9 000 000     | 138 141 585 $ | 15 (fin) |
| 24.  | Wonder                                         |      | Stephen Chbosky                   | 20 000 000    | 132 422 809 $ | 18 (fin) |
| 25.  | Transformers: The Last Knight                  |      | Michael Bay                       | 260 000 000   | 130 168 683 $ | 9 (fin)  |
| 26.  | Girls Trip                                     |      | Malcolm D. Lee                    | 19 000 000    | 115 108 515 $ | 12 (fin) |
| 27.  | Cinquante nuances plus sombres                 |      | James Foley                       | 55 000 000    | 114 434 010 $ | 7 (fin)  |
| 28.  | Baby Driver                                    |      | Edgar Wright                      | 34 000 000    | 107 825 862 $ | 16 (fin) |
| 29.  | Pitch Perfect 3                                |      | Trish Sie                         | 45 000 000    | 104 897 530 $ | 11 (fin) |
| 30.  | Very Bad Dads 2                                |      | Sean Anders                       | 69 000 000    | 104 029 443 $ | 14 (fin) |
| 31.  | Le Crime de l'Orient-Express                   |      | Kenneth Branagh                   | 55 000 000    | 102 826 543 $ | 16 (fin) |
| 32.  | Annabelle 2 : La Création du mal               |      | David F. Sandberg                 | 15 000 000    | 102 092 201 $ | 12 (fin) |
| 33.  | Kingsman : Le Cercle d'or                      |      | Matthew Vaughn                    | 104 000 000   | 100 234 838 $ | 15 (fin) |

## Box-office par semaine
| #  | Date               | Film no 1                                      | Recettes      |
| -- | ------------------ | ---------------------------------------------- | ------------- |
| 1  | 6 janvier 2017     | Les Figures de l'ombre                         | 22 800 057 $  |
| 2  | 13 janvier 2017    | Les Figures de l'ombre                         | 20 853 947 $  |
| 3  | 20 janvier 2017    | Split                                          | 40 010 975 $  |
| 4  | 27 janvier 2017    | Split                                          | 26 268 685 $  |
| 5  | 3 février 2017     | Split                                          | 14 424 195 $  |
| 6  | 10 février 2017    | Lego Batman, le film                           | 53 003 468 $  |
| 7  | 17 février 2017    | Lego Batman, le film                           | 32 655 114 $  |
| 8  | 24 février 2017    | Get Out                                        | 30 524 435 $  |
| 9  | 3 mars 2017        | Logan                                          | 88 411 916 $  |
| 10 | 10 mars 2017       | Kong: Skull Island                             | 61 025 472 $  |
| 11 | 17 mars 2017       | La Belle et la Bête                            | 174 750 616 $ |
| 12 | 24 mars 2017       | La Belle et la Bête                            | 90 426 717 $  |
| 13 | 31 mars 2017       | Baby Boss                                      | 53 281 483 $  |
| 14 | 7 avril 2017       | Baby Boss                                      | 26 363 488 $  |
| 15 | 14 avril 2017      | Fast and Furious 8                             | 98 786 705 $  |
| 16 | 21 avril 2017      | Fast and Furious 8                             | 38 682 095 $  |
| 17 | 28 avril 2017      | Fast and Furious 8                             | 19 936 540 $  |
| 18 | 5 mai 2017         | Les Gardiens de la Galaxie Vol. 2              | 146 510 104 $ |
| 19 | 12 mai 2017        | Les Gardiens de la Galaxie Vol. 2              | 65 263 492 $  |
| 20 | 19 mai 2017        | Alien: Covenant                                | 36 160 621 $  |
| 21 | 26 mai 2017        | Pirates des Caraïbes : La Vengeance de Salazar | 62 179 000 $  |
| 22 | 2 juin 2017        | Wonder Woman                                   | 103 251 471 $ |
| 23 | 9 juin 2017        | Wonder Woman                                   | 58 520 672 $  |
| 24 | 16 juin 2017       | Cars 3                                         | 59 170 174 $  |
| 25 | 23 juin 2017       | Transformers: The Last Knight                  | 44 680 073 $  |
| 26 | 30 juin 2017       | Moi, moche et méchant 3                        | 75 410 275 $  |
| 27 | 7 juillet 2017     | Spider-Man: Homecoming                         | 117 027 503 $ |
| 28 | 14 juillet 2017    | La Planète des singes : Suprématie             | 56 262 929 $  |
| 29 | 21 juillet 2017    | Dunkerque                                      | 50 513 488 $  |
| 30 | 28 juillet 2017    | Dunkerque                                      | 26 611 130 $  |
| 31 | 4 août 2017        | La Tour sombre                                 | 19 153 698 $  |
| 32 | 11 août 2017       | Annabelle 2 : La Création du mal               | 35 006 404 $  |
| 33 | 18 août 2017       | Hitman and Bodyguard                           | 21 384 504 $  |
| 34 | 25 août 2017       | Hitman and Bodyguard                           | 10 262 619 $  |
| 35 | 1er septembre 2017 | Hitman and Bodyguard                           | 10 530 000 $  |
| 36 | 8 septembre 2017   | Ça                                             | 123 403 419 $ |
| 37 | 15 septembre 2017  | Ça                                             | 60 103 110 $  |
| 38 | 22 septembre 2017  | Kingsman : Le Cercle d'or                      | 39 023 010 $  |
| 39 | 29 septembre 2017  | Kingsman : Le Cercle d'or                      | 16 935 565 $  |
| 40 | 6 octobre 2017     | Blade Runner 2049                              | 32 753 122 $  |
| 41 | 13 octobre 2017    | Happy Birthdead                                | 26 039 025 $  |
| 42 | 20 octobre 2017    | Boo 2 ! A Madea Halloween                      | 21 226 953 $  |
| 43 | 27 octobre 2017    | Jigsaw                                         | 16 640 452 $  |
| 44 | 3 novembre 2017    | Thor : Ragnarok                                | 122 744 989 $ |
| 45 | 10 novembre 2017   | Thor : Ragnarok                                | 57 078 306 $  |
| 46 | 17 novembre 2017   | Justice League                                 | 93 842 239 $  |
| 47 | 24 novembre 2017   | Coco                                           | 50 802 605 $  |
| 48 | 1er décembre 2017  | Coco                                           | 27 533 304 $  |
| 49 | 8 décembre 2017    | Coco                                           | 18 303 000 $  |
| 50 | 15 décembre 2017   | Star Wars, épisode VIII : Les Derniers Jedi    | 220 009 584 $ |
| 51 | 22 décembre 2017   | Star Wars, épisode VIII : Les Derniers Jedi    | 71 565 498 $  |
| 52 | 29 décembre 2017   | Star Wars, épisode VIII : Les Derniers Jedi    | 52 446 000 $  |